# Мануйлова, Ольга Максимилиановна
Ольга Максимилиановна Мануйлова (17 октября 1893, Нижний Новгород — 26 января 1984, Фрунзе) — советский скульптор, Народный художник Киргизской ССР.

## Биография и творческие вехи
Родилась в семье военного врача Максимилиана Петровича Тихомирова и его супруги Варвары Александровны Тихомировой (урожд. Цявловской).
В 1894‒1895 годах Максимилиан Тихомиров служил врачом Брест-Литовского военного госпиталя. В 1895 году его направили в научную командировку сначала в Германию, потом во Францию, Швейцарию и Италию. После долгих странствий в течение трёх лет семья обосновалась в Варшаве. В 1907 году получил назначение в Туркестанский край, семья переехала сначала в Самарканд, затем в Ташкент.
В 1913 году училась в Мюнхене в частной художественной студии. В 1913‒1917 годах — в Московском училище живописи, ваяния и зодчества в мастерской скульптора Сергея Волнухина.
В 1917 году вышла замуж за скульптора Аполлона Мануйлова, сына министра народного просвещения Временного правительства Александра Мануйлова и взяла его фамилию.
1920 г. — семья Мануйловых переезжает в Ташкент.
С 1939 г. — работает в Киргизии. Мастер монументально-декоративной скульптуры; обращается также к портрету и мелкой пластике.
1939 г. — гипсовая скульптура «Бубнист» перед павильоном Узбекской ССР на Всесоюзной сельскохозяйственной выставке в Москве (не сохранилась).
1941 г. — барельеф «Советская конституция» на Доме прокуратуры.
1942 г. — памятник генералу И. В. Панфилову (совместно с А. А. Мануйловым).
1952 г. — становится наставником начинающего художника Руслана Мамилова, впоследствии известного ингушского скульптора, председателя Союза художников ЧИАССР.
1954 г. — награждена орденом Трудового Красного Знамени.
1955 г. — декоративные группы на Киргизском театре оперы и балета (бетон).
1963 г. — памятник Тоголоку Молдо (гранит).
1969 г. — памятник космонавту В. М. Комарову (бетон).
Все работы в городе Фрунзе.
Народный художник Киргизской ССР.

## Награды
- орден Трудового Красного Знамени (01.11.1958)
- Народный художник Киргизской ССР.

## Память
- 22 сентября 1973 года именем О. М. Мануйловой был назван открытый Н. С. Черных (КрАО, посёлок Научный) астероид главного пояса (3186) Мануйлова (1973 SD3)[8].
- В 1982 году режиссёр Толомуш Океев снял документальный фильм «Скульптор Ольга Мануйлова».
- В 2000 году в Бишкеке был открыт Мемориальный дом-музей О. М. Мануйловой (адрес: г. Бишкек, ул. Касыма Тыныстанова, д. 108), посвящённый жизни и творчеству скульптора[9]. В этом доме Народный художник Киргизской ССР скульптор О. М. Мануйлова проживала в 1948—1984 годах. В коллекции музея около 50 скульптурных работ мастера (бюсты, барельефы из дерева, металла, гипса, мрамора), семейные фотографии, книги 1893—1898 годов из личной библиотеки, документы.

## Семья
- Муж — Аполлон Александрович Мануйлов (1894—1973), советский скульптор, график. Член Союза художников СССР. Заслуженный художник РСФСР.
  - Дочь — Марина (род. 1919)[10].
  - Сын — Александр (16 декабря 1922 — 10 ноября 2003), график, церковный художник, член Союза художников СССР[10].